# بنفشه فرنگی زرد
 بنفشه فرنگی زرد(نام علمی: Viola pedunculata) نام یک گونه از سرده بنفشه است.